# شیرجه در المپیک تابستانی ۲۰۰۰
شیرجه در بازی‌های المپیک تابستانی ۲۰۰۰ نام رویداد ورزش شیرجه در بازی‌های المپیک تابستانی بود که در سال ۲۰۰۰ برگزار شد.

## جدول مدال‌ها
| رتبه | کشور                      | طلا | نقره | برنز | مجموع |
| ۱    | چین (CHN)                 | ۵   | ۵    | ۰    | ۱۰    |
| ۲    | روسیه (RUS)               | ۲   | ۱    | ۲    | ۵     |
| ۳    | ایالات متحده آمریکا (USA) | ۱   | ۰    | ۰    | ۱     |
| ۴    | کانادا (CAN)              | ۰   | ۱    | ۱    | ۲     |
| ۵    | مکزیک (MEX)               | ۰   | ۱    | ۰    | ۱     |
| ۶    | استرالیا (AUS)            | ۰   | ۰    | ۲    | ۲     |
| ۶    | آلمان (GER)               | ۰   | ۰    | ۲    | ۲     |
| ۸    | اوکراین (UKR)             | ۰   | ۰    | ۱    | ۱     |

## کشورهای شرکت کننده
در این مسابقات ۱۵۷ ورزشکار از ۴۲ کشور به رقابت با یک دیگر پرداختند.
| - آرژانتین (۱) - ارمنستان (۱) - استرالیا (۶) - اتریش (۳) - جمهوری آذربایجان (۱) - بلاروس (۲) - برزیل (۲) - کانادا (۷) - چین (۸) - چین تایپه (۴) - کلمبیا (۲) - کوبا (۶) - جمهوری چک (۱) - فنلاند (۲) | - فرانسه (۶) - گرجستان (۱) - آلمان (۸) - بریتانیای کبیر (۸) - یونان (۵) - هنگ کنگ (۱) - مجارستان (۴) - اندونزی (۳) - ایتالیا (۵) - ژاپن (۱) - قزاقستان (۵) - مالزی (۳) - مکزیک (۷) - کره شمالی (۵) | - پرو (۱) - فیلیپین (۲) - پورتوریکو (۱) - رومانی (۳) - روسیه (۷) - کره جنوبی (۴) - اسپانیا (۵) - سوئد (۱) - سوئیس (۳) - تایلند (۲) - اوکراین (۹) - ایالات متحده آمریکا (۷) - ونزوئلا (۳) - زیمبابوه (۱) |